# Estímulo objetivo
En psicología de la atención, un estímulo objetivo, también llamado target (del inglés), es un estímulo que -dentro del marco de un experimento o paradigma experimental- debe ser atendido, discriminado o identificado por el sujeto. Frecuentemente, el estímulo objetivo aparece entre otros estímulos irrelevantes que deben ser ignorados, y que reciben el nombre de distractores.

## Naturaleza
Los estímulos objetivos pueden ser de diversas modalidades sensoriales dependiendo de la finalidad del experimento. Los más comunes son los visuales, seguidos de los auditivos. Un claro ejemplo de estímulo objetivo lo encontramos en el paradigma de la rareza, en el cual el sujeto debe identificar un objeto distinto entre un conjunto de estímulos semejantes. Este tipo de experimentos se utilizan para medir el tiempo de reacción de los sujetos.

## Hipótesis de la precedencia global
En relación con los estímulos visuales, Navon enunció la hipótesis de la precedencia global en 1977, según la cual los rasgos globales son procesados de forma más rápida que los locales. Sin embargo, desde entonces, diversas investigaciones han puesto de manifiesto que variables como el tamaño, el número de elementos locales, la ubicación del estímulo en el campo visual o el tiempo de exposición pueden influir en la cantidad de interferencia proveniente del nivel no atendido y, por tanto, en el tiempo empleado por los sujetos en la identificación de los estímulos a nivel global o local.